# Gödestorf

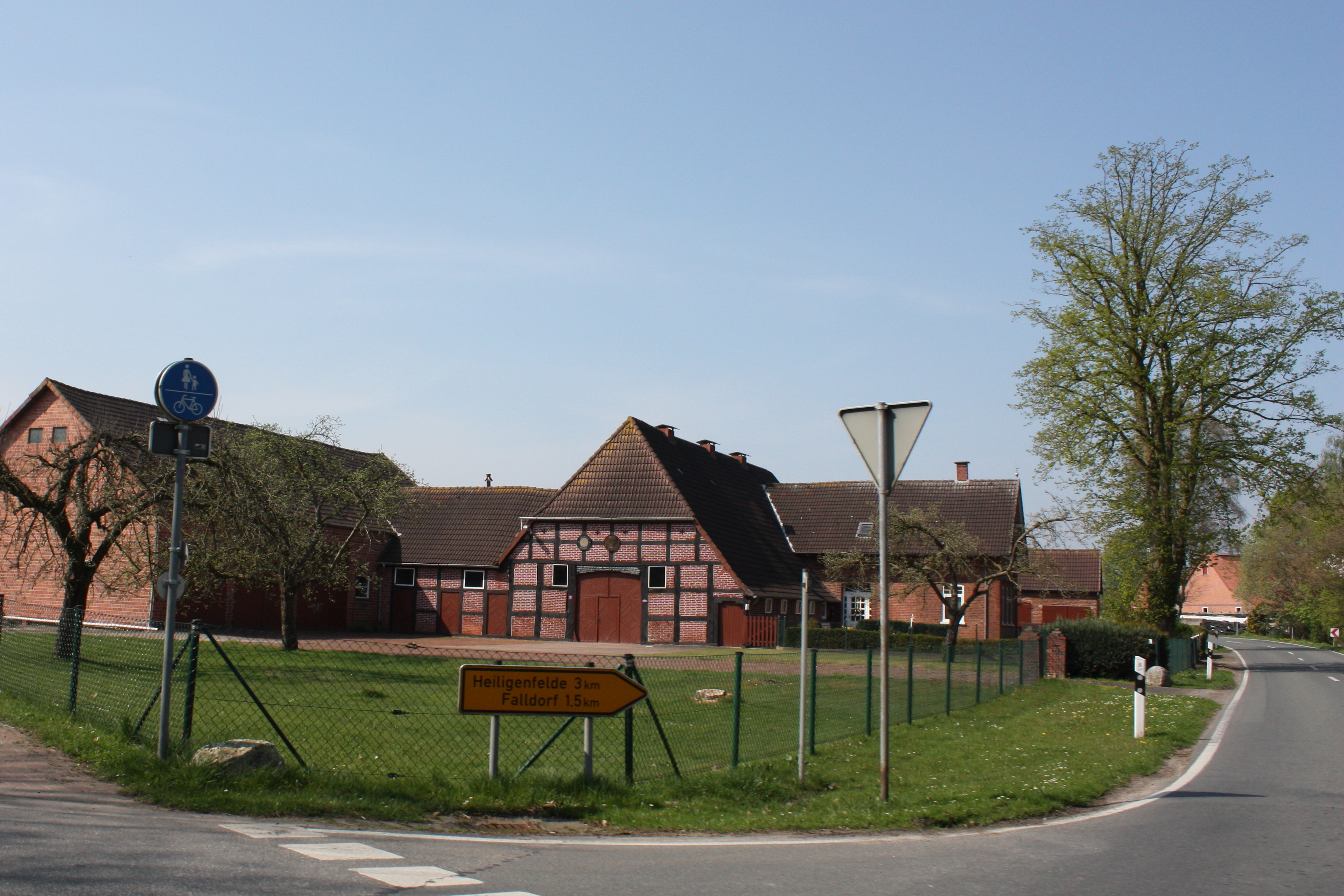

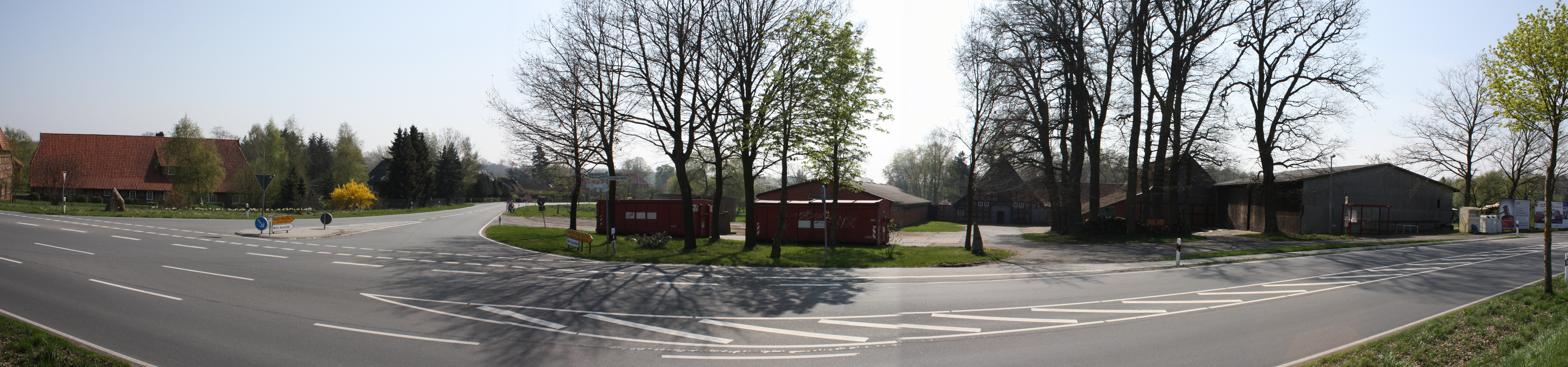

Gödestorf ist ein Ortsteil der Stadt Syke (Landkreis Diepholz, Niedersachsen).

## Geografie

### Lage
Zusammen mit den Syker Ortsteilen Henstedt, Heiligenfelde, Wachendorf und Jardinghausen wird ein südlicher Bereich gebildet. Zu Gödestorf gehören die historischen Ortsteile Falldorf und Holldiek. Gödestorf gehört zusammen mit Henstedt, Heiligenfelde, Wachendorf und Jardinghausen zum Kirchspiel Heiligenfelde.

### Nachbarorte
Nachbarn des im südöstlichen Bereich von Syke gelegenen Ortes Gödestorf sind die Syker Ortsteile Osterholz, Schnepke, Heiligenfelde und Wachendorf. Östlich ist es die Syker Nachbargemeinde Samtgemeinde Thedinghausen.

### Flüsse/Bäche
Im östlichen Ortsbereich, zur Samtgemeinde Thedinghausen hin, fließt der Süstedter Bach, der in Süstedt entspringt und östlich von Weyhe-Kirchweyhe in den Kirchweyher See mündet. Zeitweise ist er Grenzfluss zur Samtgemeinde Thedinghausen (Emtinghausen und Riede).

## Geschichte
Fundstücke aus der Steinzeit in Gödestorf bezeugen eine vorgeschichtliche Ansiedlung.

Gödestorf wurde erstmals 1124 als Gatisdorf erwähnt und gehörte seit 1290 zum Kirchspiel Heiligenfelde.
1722 wurde anlässlich einer Bevölkerungszählung die erste Gödestorfer Schule an den Specken aktenkundig.  1826 entstand der eingeschossiger Schulneubau.
Das Kriegerdenkmal in der Ortsmitte nennt die Namen der Gefallenen und Vermissten aus dem Ersten Weltkrieg und aus dem Zweiten Weltkrieg.
Am 1. März 1974 wurde die Gemeinde Gödestorf in die Stadt Syke eingegliedert.
Einwohnerentwicklung
- 1950: 765 Einwohner
- 1961: 492 Einwohner[2]
- 1966: 477 Einwohner
- 1970: 455 Einwohner[2]
- 1982: 402 Einwohner
- 2006: 432 Einwohner
- 2015: 578 Einwohner

## Politik

### Ortsrat
Der Ortsrat, der den Ortsteil Gödestorf vertritt, setzt sich aus fünf Mitgliedern zusammen. Die Ratsmitglieder werden durch eine Kommunalwahl für jeweils fünf Jahre gewählt. Die aktuelle Amtszeit begann am 1. November 2021 und endet am 31. Oktober 2026.
Bei der Kommunalwahl 2021 ergab sich folgende Sitzverteilung:
| Ortsrat 2021Insgesamt 5 Sitze - SPD: 1 - FWG: 3 - CDU: 1 |

## Infrastruktur
Gödestorf hat keine eigene Kirche und auch keinen Friedhof.

### Verkehr

#### Straße
Gödestorf liegt fernab des großen Verkehrs, was eigentlich den Wohnwert steigert. Die nächste Bundesstraße, die B 6, verläuft 3,5 km entfernt südwestlich durch Heiligenfelde und schafft gute Verbindungen zum Norden (nach Bremen, zur A 1 und zur A 27) und zum Süden (nach Hannover, zur A 2).
Spätestens im Jahr 1974 haben alle Gödestorfer Straßen und einige Wege Namen bekommen. Insgesamt gibt es in Gödestorf 20 Straßen und Wege, die Namen haben. Daneben gibt es einige Feldwege, die namenlos geblieben sind. Zwei gut ausgebaute Hauptstraßen (die Landesstraßen L 354 und L 356) durchschneiden den Kernort und unterteilen ihn in verschiedene Bereiche:
- die „Schnepker Straße“ (L 354) verläuft nordwestlich nach Schnepke
- die „Gödestorfer Straße“ (L 354 / K 121) verläuft nördlich nach Osterholz
- die „Gödestorfer Straße“ (L 356 / K 121) verläuft südlich nach Wachendorf (dort als K 121)
- die Straße „Holzkamp“ (L 356) verläuft südwestlich nach Heiligenfelde
- die Straße „Gödestorfer Damm“ (L 354) verläuft östlich nach Emtinghausen

Namen der Gödestorfer Straßen (in alphabetischer Reihenfolge):
Am Moor, Bi’n Spritzenhus, Falldorf, Falldorfer Weg, Gödestorfer Damm, Gödestorfer Straße, Heerweg, Holldiek, Hollwischdamm, Holzkamp, Kreuzbusch, Langendamm, Norderheide, Schnepker Straße, Specken, Twillbeeke, Wiedhoop, Zum Heitkamp, Zum Kolk, Zum Storchennest

#### Schiene
- Der ca. 8 km nordwestlich vom Gödestorfer Ortskern entfernt gelegene DB-Bahnhof in Syke gehört zur Strecke Bremen-Osnabrück.

### Vereine
- Ortsfeuerwehr Gödestorf, Osterholz, Schnepke
- Schützenverein Gödestorf von 1950

## Sehenswürdigkeiten

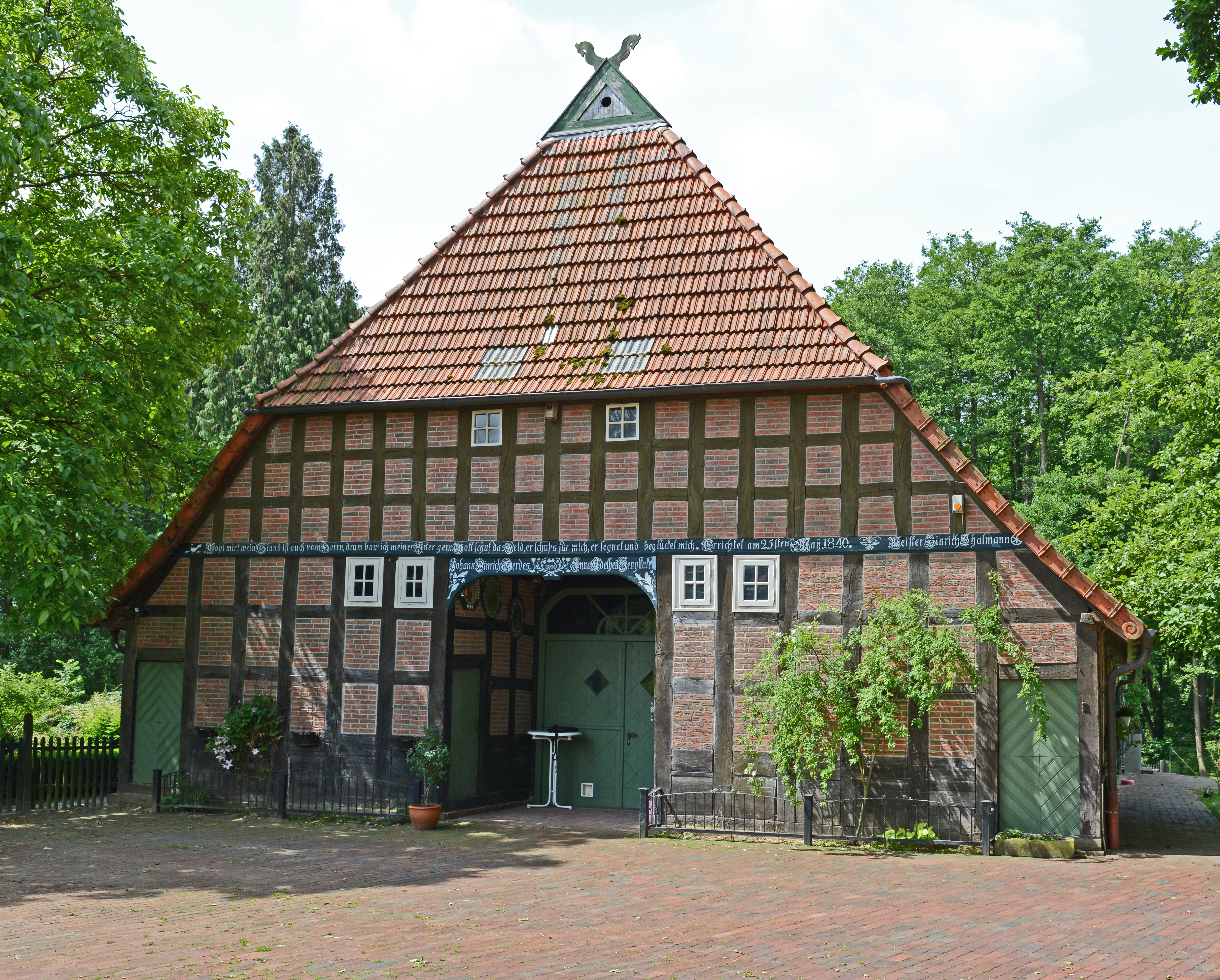
Bauernhaus von 1840

- In der Liste der Baudenkmale in Syke sind für Gödestorf fünf Baudenkmale aufgeführt.
- Naturschutzgebiet Wachendorfer / Gödestorfer Bruch im Bereich Langendamm und Hollwischdamm
- Gödestorfer Betglocke von 1707 an der Straße Specken an einem freistehenden Holzgerüst.
- Kriegerdenkmal an der Straße Specken mit den Namen von 18 Gefallenen und 2 Vermissten aus dem Ersten Weltkrieg und denen von 29 Gefallenen und 9 Vermissten aus dem Zweiten Weltkrieg.